# Paul Émile Louis Marie de La Fruglaye
Paul Émile Louis Marie de La Fruglaye est un homme politique français né le 13 mars 1766 à Quimper et mort le 25 juin 1849 à Ploujean (Finistère).

## Biographie

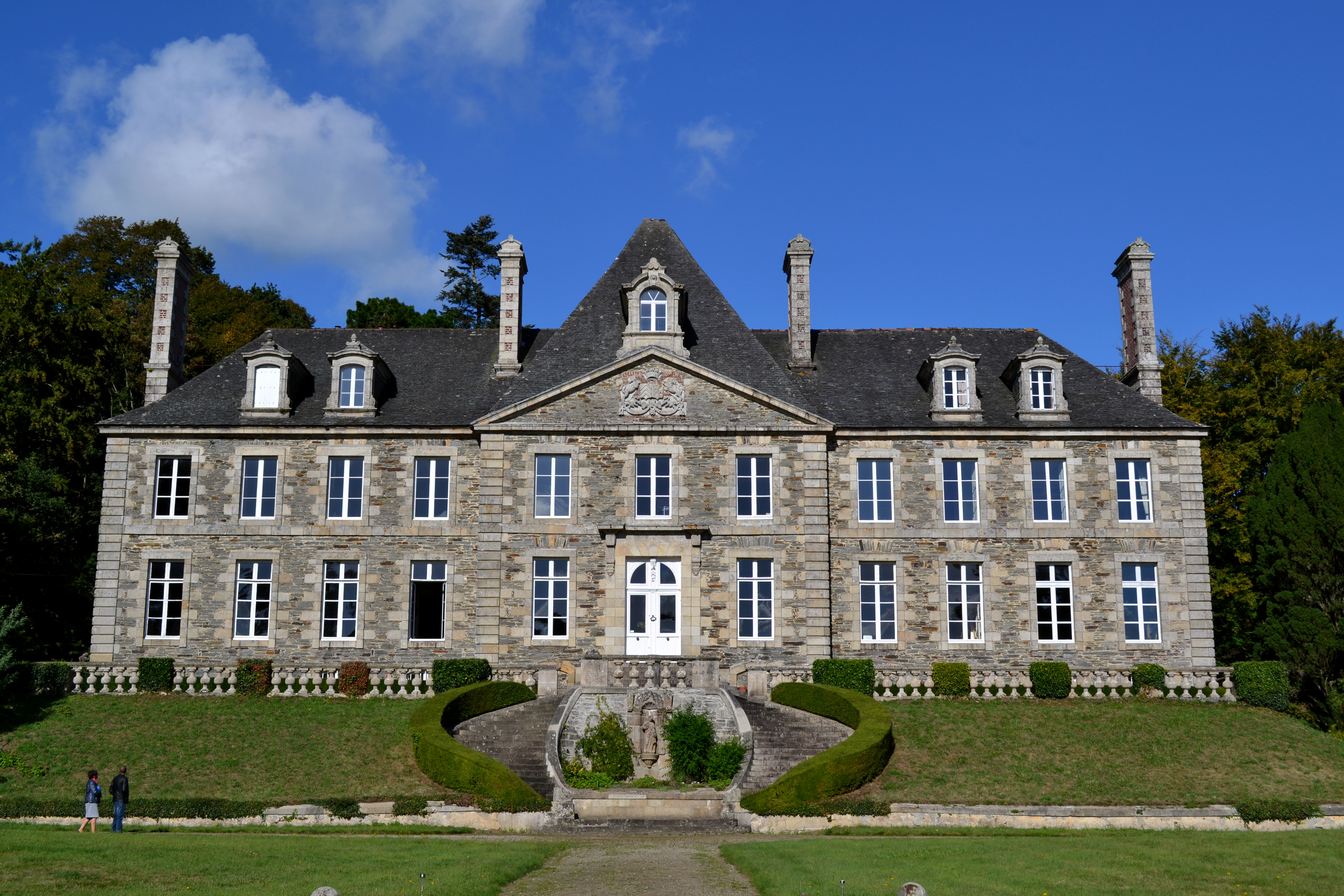
Le château de Keranroux à Ploujean.

Il est le petit-fils par sa mère du procureur général La Chalotais.
Officier de cavalerie aux Royal-Cravates, il émigre sous la Révolution et participe aux campagnes de l'armée des émigrés. La Fruglaye est mis aux arrêts par Gilles Porcher de Lissonay, alors représentant du peuple en résidence à Lisieux, commissaire sur les côtes de Normandie. S'étant fait passer pour un citoyen anglais, Fruglaye venait de réussir à ouvrir une voie de communication entre l'armée royale de Frotté et Saint-Marcouf. La Fruglaye parvient à s'échapper des geôles de Caen cependant que la suspicion se fait jour dans l'esprit des républicains sur son jeu.
Il revient en France sous la Restauration avec le grade de maréchal de camp, en récompense des services rendus au comte d'Artois.
Conseiller général, il est député du Finistère de 1822 à 1827, siégeant à droite avec la majorité royaliste. Il est nommé pair de France par Charles X en 1827. Il retrouve dans ce cercle politique Porcher de Lissonay. Il cesse toute activité politique en 1830.
Retiré dans son château de Keranroux à Ploujean, il y meurt en 1849 et est inhumé dans la chapelle du château.